# Хамедорея изящная
Хамедорея изящная (лат. Chamaedorea elegans) — низкорослое древесное растение, вид рода Хамедорея (Chamaedorea) семейства Пальмовые (Arecaceae). Распространено во влажных смешанных, обычно густых тропических лесах восточной и южной Мексики, а также в Гватемале. Встречается до высоты 1400 м над уровнем моря.
Растение культивируется как высокодекоративное, в том числе активно используется в комнатном цветоводстве.

## Название
Вид имеет обширную синонимику:
- Chamaedorea deppeana Klotzsch
- Chamaedorea elegans var. angustifolia M.Martens & Galeotti
- Chamaedorea helleriana Klotzsch
- Chamaedorea humilis (Liebm. ex Oerst.) Mart.
- Chamaedorea pulchella Linden
- Chamaedorea pulchella Linden ex Hemsl.
- Collinia deppeana Klotzsch
- Collinia elegans (Mart.) Liebm. ex Oerst.
- Collinia elegans var. angustifolia (M. Martens & Galeotti) M. Martens & Galeotti
- Collinia humilis Liebm. ex Oerst.
- Kunthia deppii Zucc.
- Neanthe bella O.F.Cook
- Neanthe elegans (Mart.) O.F.Cook
- Neanthe neesiana O.F.Cook
- Nunnezharia elegans (Mart.) Kuntze
- Nunnezharia humilis (Liebm. ex Oerst.) Kuntze
- Nunnezharia pulchella (Linden) Kuntze[3]

Встречающееся в литературе название «салонная пальма» происходит от английского общеупотребительного названия этого растения, parlour palm, и связано с его небольшими размерами и возможностью выращивания в помещениях.

## Биологическое описание
Древесное корневищное кустарниковидное растение с многочисленными густо расположенными похожими на тростник или бамбук тонкими стеблями, достигающими 1,5—2 м в высоту и 2,5—3,5 см в диаметре. Каждый стебель несёт 6—7 длинночерешковых листьев.

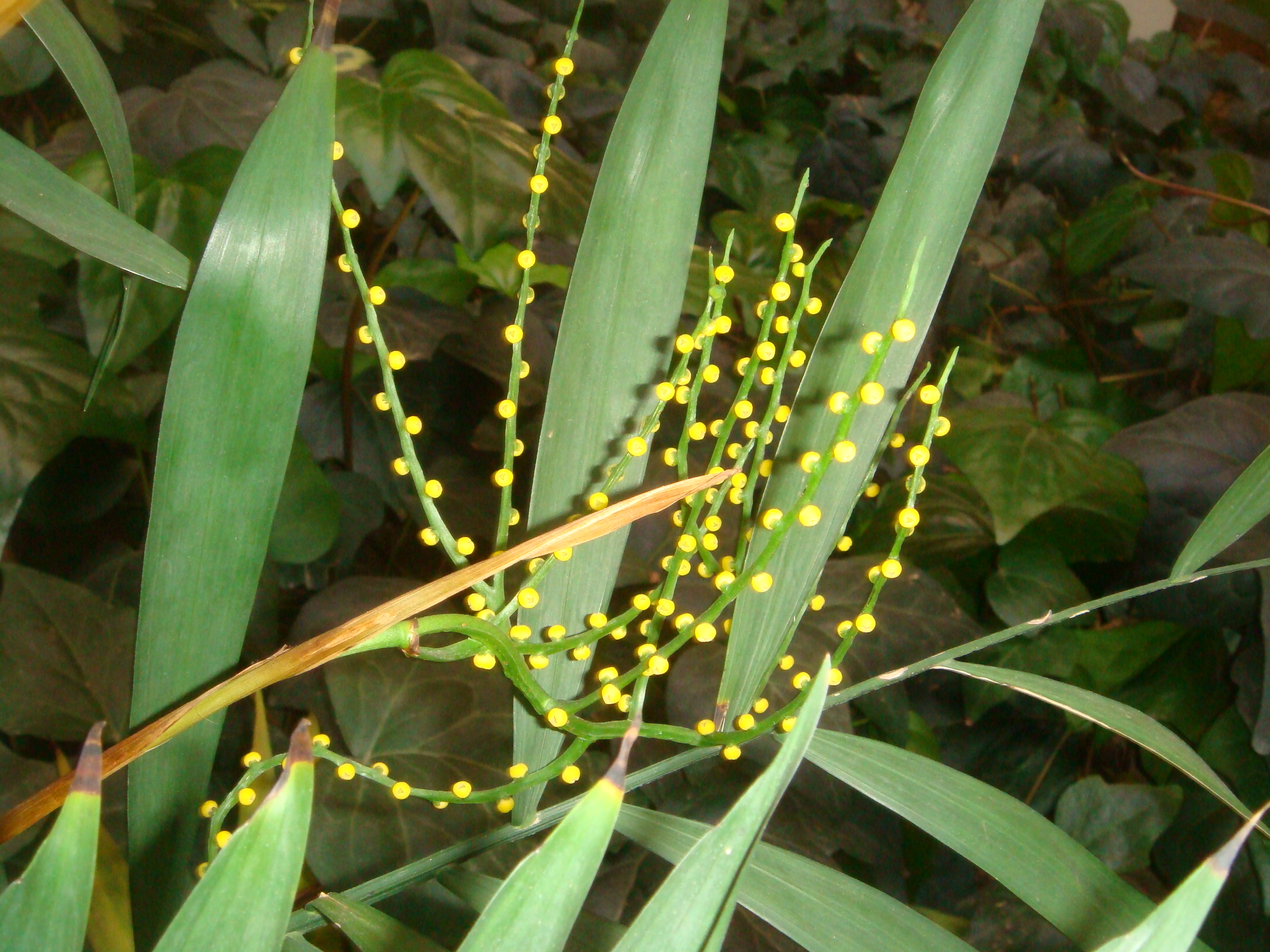
Растение с недозрелыми плодами

Листья — перистые, дуговидно наклонённые, с 12—14 парами линейно-ланцетовидными, почти серповидными светло-зелёными листочками.
Соцветия пазушные с мелкими светло-жёлтыми, жёлтыми или оранжево-красными пахучими цветками, собранными в метельчатые соцветия. Как у мужских, так и у женских цветков лепестки сросшиеся. Примечательной особенностью данного вида является ранний возраст начала цветения: некоторые растения зацветают, имея высоту всего 30 см.

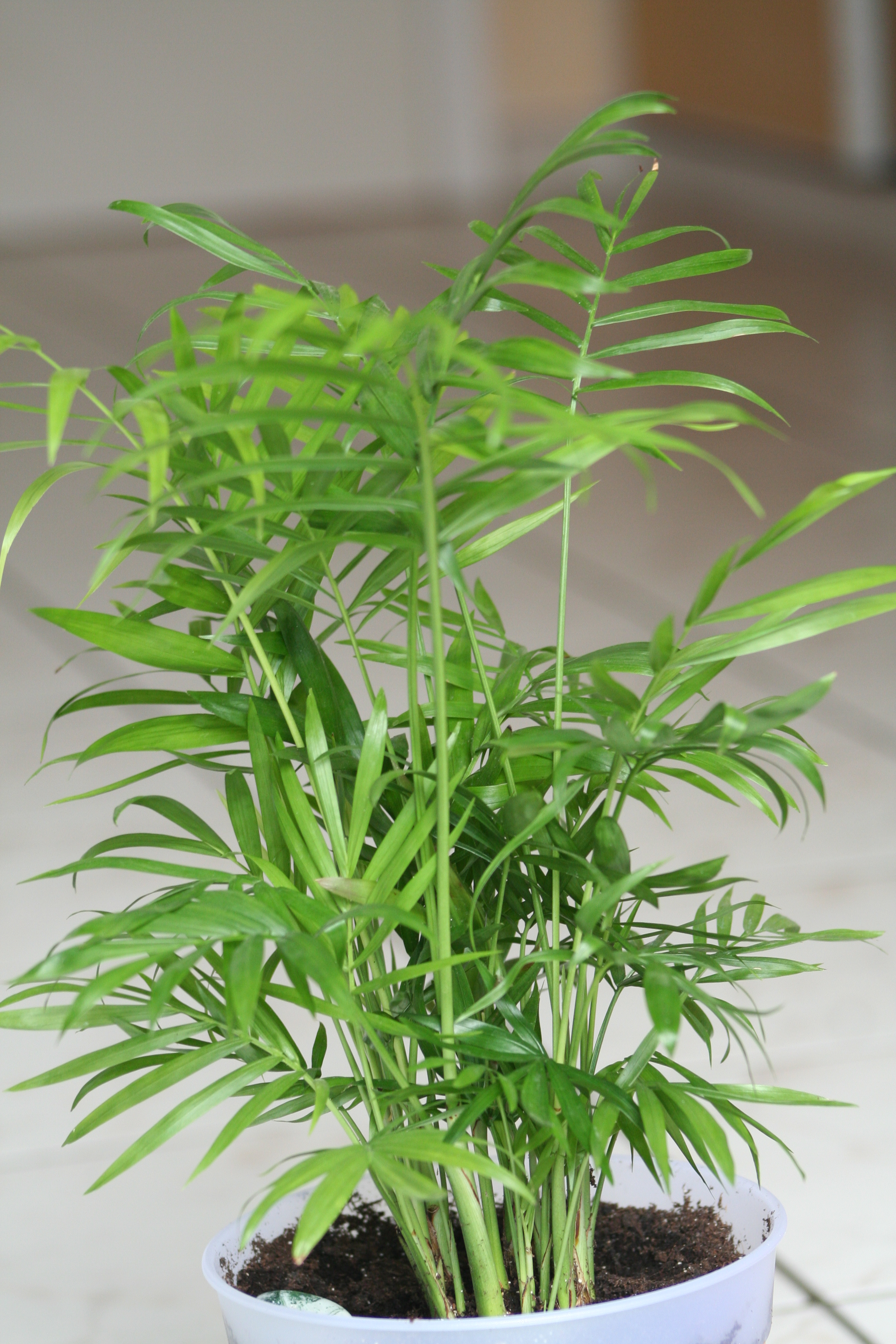
Хамедорея изящная в молодом возрасте, выращиваемая как комнатное растение

Хамедорея изящная, как и все другие виды хамедореи, — двудомное растение. Плоды шаровидные, ягодообразные, около 6 мм в диаметре, в зрелом виде имеют чёрную окраску, с оранжевой плодоножкой. Каждый плод содержит одно семя.

## Культивирование
См. раздел «Культивирование» статьи Хамедорея
Хамедорея изящная — одно из самых нетребовательных к свету комнатных растений, его можно выращивать даже на северном окне. Не следует допускать, чтобы на растение падали прямые солнечные лучи.